# Versonnex, Ain
Versonnex är en kommun i departementet Ain i regionen Auvergne-Rhône-Alpes i östra Frankrike. Kommunen ligger  i kantonen Ferney-Voltaire som ligger i arrondissementet Gex. Kommunens areal är 5,89 km². År 2022 hade Versonnex 2 222 invånare.

## Befolkningsutveckling
Antalet invånare i kommunen Versonnex
Referens: INSEE